# ヒットポイント
ヒットポイント（hit points, 略称: HP）は、ゲーム内のプレイヤーキャラクターやノンプレイヤーキャラクターがどれくらいまでの打撃（hit）に耐えられるかを数値化したデータである。
ヒットポイントが存在するゲームでは、キャラクターの攻撃によるダメージはヒットポイントと同じ基準で数値化される。
ヒットポイント（hit points）はその言葉の原義からすれば、打撃にどれだけ耐えうるかという頑丈さを示すものである。
しかし多くのゲームではヒットポイントを体力や健康状態も含めたデータとして扱っており、毒や病気、疲労、空腹などによってもヒットポイントを減少させるものもある。その意味では、ヘルス・ポイント (health point) やライフ、スタミナの類義語としても用いられる。一部のゲームではHPを「ハートポイント(Heart Point)」の略であるとしている場合もあるが、やはり同じ意味である。
日本ではファミリーコンピュータの『ドラゴンクエスト』が大ヒットして以来、テーブルトークRPGやパソコンゲームにおけるコンピュータRPGなどの関係者やそれらを嗜むゲーマー以外にもこの概念が広く知られるようになった。また、現実の健康状態や体力をヒットポイントで表現するジョークも通用する。

## 基本的なシステム

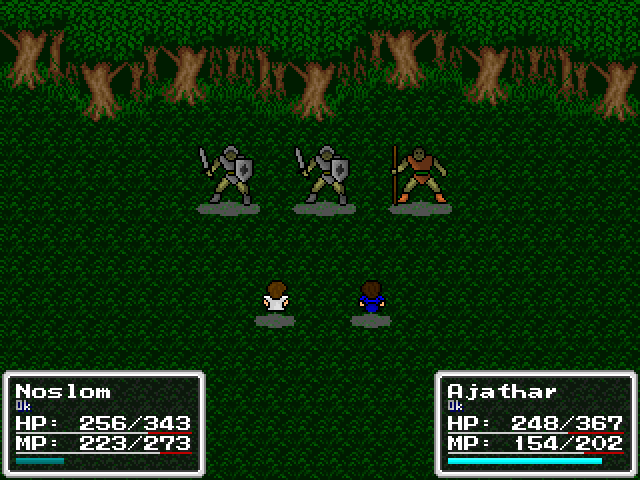
ロールプレイングゲームKQのスクリーンショット

例えばヒットポイントが100あるなら、99単位の打撃が命中しても耐えられるが、100単位以上の打撃では倒れる耐久力を持つことを表す。1単位の打撃がどの程度のものなのかはゲームによって様々である。
ゲームにもよるが、通常、ヒットポイントは相手の攻撃を受けて負傷した時などに低下する。ほとんどのゲームでは減少したヒットポイントを再び増やす、即ち「回復」する手段が用意されており、アイテム（通常は薬品が多い）や魔法、宿屋などが代表的である。
多くの場合、ヒットポイントが0になるとそのキャラクターは身体活動ができない状態に陥る。（後述）
ヒットポイントが極端に低い状態が現実でいう「瀕死」状態に相当するならば、満身創痍の状況で身体能力や知覚能力を100%発揮できるとは考えにくいものであるが、大多数のゲームにおいてはHP1であろうと肉体的・魔法的な戦闘能力は100%発揮できるゲームシステムが採用されている。ヒットポイントが低下するにつれて攻撃力など他の要素までが下がるというゲームシステムは、あまり採用されていない。

## 数量

### 1点分のヒットポイント
「1点分のヒットポイント」は、ある一定の傷ないし体力低下に相当する、という解釈が一般的だが、他に下のような考え方もある。
根本的に相対点と見るほうが合理的な場合がある。すなわち、最大HP100のときの打撃1単位は1%のダメージであるが、最大HP10のときの打撃1単位は10%である。このようにレベルが上がって最大HPが大きくなるほど、1単位の打撃は相対的に小さな物となる。つまり、成長する事でよりダメージを受けなくなると考えることができる（後述）。
あるいは、ヒットポイントとは「致命傷を避けられる回数」であるという解釈もある。最後の1単位が失われるまでは回避や防御によって無傷ないし軽傷であるが、0になるさいには命運尽きて致命傷を受ける、とする立場である。この場合、残りHPが100でも1でも同等の戦闘能力を発揮できるというゲームシステムと矛盾しないといえる。

### 最大ヒットポイント
その時点でそのキャラクター（敵）が持っているヒットポイントの最大値（上限値）を最大ヒットポイントといい、MHP（MaxHP）と略すこともある。基本的に最大ヒットポイント以上に数値が上昇することはない。つまり敵にこの最大ヒットポイントの数値を上回るダメージを与えるとその敵を即死させることが出来る（同様に味方キャラクターが最大ヒットポイントの数値以上のダメージを受けると即死する）。
多くのゲームでは、キャラクターの成長（レベルの上昇など）に従い、そのキャラクターの最大ヒットポイントも上昇する。結果、そのキャラクターはより強い攻撃に耐えられるようになる。作品によってはパワーアップアイテムを使用することで上昇させることもできる。
解釈としては、
- キャラクターの肉体が強化され、より多くの量のダメージに耐えられるようになる
- キャラクターがより高度な防御術を身につけることによって、1単位あたりのダメージ量を減らし、結果としてより大きな単位の攻撃に耐えられるようになる

などがある。

## 特殊なヒットポイント処理

### 戦闘以外のHP減
ヒットポイントは敵からの攻撃以外に、プレイヤーキャラクターの様々な状態異常（ステータス異常）によっても消耗する。
状態異常の例
- 毒や病気に蝕まれている
- 疲労が蓄積してきている
- 空腹
- 未知の呪いに掛かっている

これらの状態異常が起きている時には歩くだけでヒットポイントが徐々に低下していくようになっているゲームもある。また、時間の概念のあるゲームでは歩かなくても時間と共にHPが低下していくものもあり、これは様々な要因によってプレイヤーキャラクターが徐々に衰弱していく様子を表現したものである。
その他にも罠にかかったり、毒や棘の上を歩行したり、敵対的な人物と会話すること等によってもHPは失われる場合がある。その際ヒットポイント減少とは別に上述したステータス異常に冒されることもある。

### 死亡時のヒットポイント
多くの場合、ヒットポイントが0になるとそのキャラクターは「死亡」した状態になり、戦闘中・移動中とも一切の行動ができなくなる。「ストーリーの展開としてのキャラクターの不可逆的な死亡」と「ゲームとしての回復・蘇生を前提とした一時的な行動不能状態」とを区別する必要や、CEROによるレーティングと暴力表現の規制への配慮などの事情があるゲームでは、「ヒットポイントが0でも死んだわけではない」という意味合いで「戦闘不能」「意識不明」「気絶」などの表現が用いられることも多々ある。とは言え、一切の行動ができなくなるという意味では、事実上、先述の「死亡」の概念があるゲームとほとんど変わりがない。
もっとも、「死亡」として扱う場合でも蘇生が可能なゲームがほとんどである（後述）。多くのゲームには蘇生を行うための施設が設けられており、魔法やアイテムによって蘇生の効果を得られることも多い。
テーブルトークRPGの中でも高いリアリティを持つゲームでは、あまりにも大きなダメージを受けた場合に、「ヒットポイントが最大値まで回復しなくなる（上限値にも永久的なダメージを被る）」という表現を行っているものも見られる。これは、肉体が著しく損傷し、完全に元通りに蘇生させることが不可能になった様子を表現したものである。あるいは、大ダメージを一撃で受けた場合は、HPがまだ残っていてもショックにより即死する可能性がある、といったルールが存在する場合もある。
ヒットポイントの減少が0で止まらず、マイナス値にまで低下させることで、極端なマイナスの場合は死体が形を残さないほど破壊されたとして蘇生が事実上不可能な状態とするゲームもある。
『ダンジョンズ&ドラゴンズ』の第3版以降ではヒットポイントが0になるとまず「気絶」となり、ヒットポイントが一定のマイナス値まで下がった時点で「死亡」というルールをとっている。気絶の状態では簡単に回復させることができるが、死亡してしまうと蘇生は難しくなる。
また、蘇生が可能ではあるが確実性は保証されておらず、蘇生に失敗すると再度の蘇生がより困難になったり、場合によっては不可能となるシステムを採用しているゲームもある。また、『ファイアーエムブレム』シリーズのように、ヒットポイント0で死亡するとそのキャラはパーティから離脱し、二度と復活しないようなゲームもある。
プレイヤーキャラクターが全員死亡した状態（石化などの行動不能な状態を含む場合もある）は通称「全滅」と呼ばれ、ゲームオーバーとなるか、所持金などにペナルティを課されて再スタートとなる。
MMORPGでは、死亡後に自動的に復活する機能があるものの、死亡時に経験値やレベルの減少を引き起こし、また、所持していたアイテムやゲーム内の通貨を落としてしまうというルールが存在する場合もあるため、うかつに死亡することができないゲームが多い。

## 歴史
ヒットポイントという用語と概念がいつどのように生まれたのかについては、ボードゲームとしてのウォー・シミュレーションゲームの歴史と深く関わっている。
ウォーゲームが将棋やチェスと大きく異なったのは、ゲームの駒（ユニット）に「攻撃力」を設定したことである。だが、初期のウォーゲームには「防御力」「耐久力」の指標は存在していなかった。
将棋やチェスの駒は「損害を受けた」という状況が発生すれば即座にボード上から駒が撤去される。初期のウォーゲームもそれと同様の概念で作られており「一回の攻撃で何体のユニット（部隊）を除去できるか」という形で攻撃の強さを表していた。
攻撃を受けるたびにユニットが減っていくいうことは、自軍の戦力が徐々に減っていくということである。この考え方は近代戦をモチーフにしたウォーゲームでは受け入れられやすかったが、アメリカ南北戦争の海戦をモチーフにしたウォーゲームにはうまく適合しなかった。南北戦争当時は急速に造船技術が発展した時代であり、頑丈な鋼鉄で装甲を施した軍艦が何隻も作られた。空爆などない時代なので、軍艦を沈めるには同じく軍艦からの砲撃を何発も続けなければならない。つまりちょっとやそっとの攻撃で沈むことはないのである。さらに軍艦というものは、例え沈没寸前であっても最後の瞬間まで砲撃が可能である。このため、ユニットが損害を受けるたびに自軍の戦力が徐々に減っていくという従来のウォーゲームの概念では海戦の面白みが表現できなかったのである。
そこで、「軍艦の装甲の硬さ」と「軍艦の耐久力」をユニットごとに数値として設定するアイデアが生まれた。ゲームの駒に耐久力を設定するという概念のはじまりであり、防御力という概念もこの時にはじまっている。
軍艦の耐久力は部位別に設定されることが多く、敵軍艦へ攻撃する際はまず「砲弾が敵軍艦の装甲を貫けたか」を判定する。装甲が硬いユニットは砲弾を跳ね返す確率が高く、その場合は何の損害も与えられない。装甲を貫ける判定が成功していれば砲弾は軍艦の内部で破裂したことになるが、この時に軍艦のどの部位に命中したかが表などによって決定される。そして、命中した部位の耐久力が減っていき、それが0になるとその部位にあった武装が機能不全となる。
これにより、船全体でみると沈没寸前であっても、武装が無事であれば最後の瞬間まで勇猛果敢に敵と戦い続けることができるという、海戦ならではのロマンをゲームとしてうまく表現することができるようになった。
このようなゲームメカニズムを最初に実装した作品がどれなのかは正確には不明だが、南北戦争の海戦をテーマにしたウォーゲームの多くでこのような仕組みが同時発生的に用いられていた。その中の一つに、『Ironclad』というゲームがあった。このゲームでは「敵の砲弾を跳ね返す装甲の硬さ（＝防御力）」を示す指標をアーマークラスと呼んでおり、「装甲を貫いてきた砲弾を何発まで耐えるか（＝耐久力）」を示す指標をヒットポイントと呼んでいた。
世界初のロールプレイングゲームである『ダンジョンズ&ドラゴンズ』の共同制作者デイヴ・アーンソンは、この『Ironclad』のヒットポイントとアーマークラスの概念を流用して私家版のファンタジーゲームを遊んでいた人物であった。そのため、『ダンジョンズ&ドラゴンズ』にもヒットポイントとアーマークラスという二つの概念が同じ用語で取り入れられた。（ただし、耐久力が部位別に存在するという概念は基本的なルールには取り入れられず、サプリメント『Blackmoor』で選択ルールとして記述されたのみであった）
『ダンジョンズ&ドラゴンズ』は大ヒットし、同じジャンルの後発ゲームも数多く制作されたが、それらのゲームのほとんどがヒットポイントとアーマークラスの概念を半ば無批判に引き継いだ。アーマークラスについては「防御点」「装甲値」などゲームによって名前は変わることが多かったが、ヒットポイントについてはそのままの名前で使われるケースがほとんであった。
こうして、ヒットポイントという用語はロールプレイングゲームというジャンルの定番要素として認知されることとなった。